# فيليبو فولاندري

## روابط إضافية
- فيليبو فولاندري على موقع رابطة محترفي التنس (الإنجليزية)
- فيليبو فولاندري على موقع الاتحاد الدولي لكرة المضرب (الإنجليزية)
- فيليبو فولاندري على موقع كأس ديفيز (الإنجليزية)
- فيليبو فولاندري على موقع بطولة ويمبلدون (الإنجليزية)
- فيليبو فولاندري على موقع خلاصة التنس.كوم (الإنجليزية)
- فيليبو فولاندري على موقع إي إس بي إن.كوم (الإنجليزية)
- فيليبو فولاندري على موقع أوليمبيديا (الإنجليزية)
- Volandri Recent Match Results
- Volandri World Ranking History